# Верховский, Александр Иванович
Алекса́ндр Ива́нович Верхо́вский (27 ноября (9 декабря) 1886, Санкт-Петербург — 19 августа 1938, Коммунарка, Московская область) — русский и советский военный деятель. Военный министр Временного правительства (1917). Генерал-майор (1917). Комбриг (1936).

## Биография
Из потомственных дворян Смоленской губернии, дворянского рода Верховские. Православного вероисповедания.
Отец — Иван Парфениевич Верховский, полковник; мать — приёмная дочь Н. Н. Колошина, Ольга.
3 июня 1893 года шестилетний Александр Верховский был зачислен в пажи к Высочайшему двору. Воспитывался в Пажеском Его Императорского Величества корпусе, куда был переведен в октябре 1901 года из Александровского кадетского корпуса. В августе 1903 года был переведен в младший специальный класс Пажеского корпуса, — с 1 сентября 1903 года считался на действительной военной службе. 22 августа 1904 года был произведен в камер-пажи, в ноябре 1904 года утверждён фельдфебелем.
После расстрела демонстрации 9 января 1905 года заявил, что «считает для себя позором употреблять оружие против безоружной толпы». Пажи-одноклассники предложили А. И. Верховскому после таких слов уйти из корпуса, о чём тот доложил по команде. Изначально директор корпуса Н. А. Епанчин и главный начальник учебных заведений великий князь Константин Константинович попытались замять скандал, но по столице поползли слухи о дерзком происшествии в Пажеском корпусе. Император Николай II был возмущён и поручил расследование генералу О. Б. Рихтеру. Ознакомившись с результатами расследования, Император 15 марта 1905 года повелел исключить Верховского из корпуса и лишить звания камер-пажа.

### Офицер Русской императорской армии
В марте 1905 года Верховский, поскольку обязан был за учёбу в специальных классах Пажеского корпуса отслужить три года в войсках, был переведен на службу вольноопределяющимся унтер-офицерского звания (младшим фейерверкером) в 35-ю артиллерийскую бригаду, находящуюся в Маньчжурии, на театре военных действий Русско-японской войны.
По прибытии 20 мая 1905 года в бригаду, Верховский в начале июня того же года был командирован в Главную квартиру Главнокомандующего и 18 июня 1905 года прикомандирован к конвою Главнокомандующего. В ночь с 28 на 29 июня 1905 года был в разведке, отличился, участвуя в захвате в плен группы японских штабных работников, и награждён Знаком отличия Военного ордена 4-й степени. 1 августа 1905 года, за боевые отличия, был произведен в подпоручики (со старшинством в чине с 18.06.1905). 6 августа 1905 года прибыл из командировки в 35-ю артиллерийскую бригаду и назначен делопроизводителем 1-й батареи.
По возвращении в мае 1906 года из Дальнего Востока, в июне того же года, в составе 2-го дивизиона, отправлен в Тамбов для содействия гражданским властям; в августе 1906 — переведен в 1-й горный артиллерийский дивизион  и назначен младшим офицером в 3-ю батарею.
В январе 1908 года 1-й горный артиллерийский дивизион был расформирован и обращён на формирование Финляндской артиллерийской бригады, — дальнейшую службу продолжал в составе 1-й горной батареи 1-го дивизиона Финляндской артиллерийской бригады (г. Гельсингфорс).
10 октября 1908 года, выдержав успешно предварительный и вступительный экзамен, подпоручик Верховский был зачислен в младший класс Николаевской академии Генерального штаба, с прикомандированием к Академии.
1 сентября 1909 года был произведен в поручики, со старшинством с 18.06.1909. 3 августа 1910 года — переведен из упразднённой Финляндской артиллерийской бригады в сформированный на её основе 3-й Финляндский стрелковый артиллерийский дивизион, оставаясь в прикомандировании к Академии.
По окончании курса 2-х классов Академии по 1-му разряду, был переведен на дополнительный курс Академии, который окончил «успешно», и за отличные успехи в науках 7 мая 1911 года был произведен в штабс-капитаны.

### Офицер Генерального штаба
Приказом по Генеральному штабу №7, 28 мая 1911 года штабс-капитан Верховский был причислен к Генеральному штабу и откомандирован от Академии к штабу Петербургского военного округа. С 25 августа 1911 года был прикомандирован к штабу 1-й Финляндской стрелковой бригады (г. Гельсингфорс), со 2 ноября 1911 года по 9 ноября 1913 года, в прикомандировании ко 2-му Финляндскому стрелковому полку названной бригады, — проходил цензовое командование ротой, командовал 4-й ротой полка.
26 ноября 1913 года переведен в Генеральный штаб, с назначением старшим адъютантом штаба 3-й Финляндской стрелковой бригады. 6 декабря 1913 года — произведен в Генерального штаба капитаны.
С 7 декабря 1913 года командирован на 8 месяцев в Сербию с целью изучения опыта участия сербской армии в Балканских войнах, оставаясь до конца командировки в прикомандировании ко 2-му Финляндскому стрелковому полку.
Был женат, имел двух сыновей, 1908 и 1911 годов рождения.

#### Первая мировая война
С началом Первой мировой войны вернулся в Россию и вместе со своей бригадой, в должности старшего адъютанта штаба бригады, временно исполняя обязанности начальника штаба бригады, участвовал в боях в Восточной Пруссии в составе 22-го армейского корпуса 10-й Армии. За боевые отличия в ходе Восточно-Прусской операции 1914 года был награждён орденом Святого Георгия 4-й степени и Георгиевским оружием с надписью «За храбрость». 
19 сентября 1914 года у деревень Плоцично и Гаврих-руда был ранен и эвакуирован в Гродно, в военный госпиталь.
После госпиталя был на службе в штабах соединений и объединений войск действующей армии:
- С 11 июня 1915 — помощник старшего адъютанта отдела генерал-квартирмейстера штаба 9-й Армии,
- С 4 августа 1915 — и.д. помощника старшего адъютанта отдела генерал-квартирмейстера штаба 9-й Армии,
- С 3 декабря 1915 — и.д. помощника начальника отделения управления генерал-квартирмейстера штаба 7-й Армии,
- С 26 января 1916 — и.д. старшего адъютанта отделения генерал-квартирмейстера штаба 7-й армии (10 апреля того же года был утверждён в занимаемой должности).
  - С 10 апреля 1916 года — Генерального штаба подполковник (15.08.1916 даровано старшинство в чине подполковника — с 22.03.1915).
  - В сентябре 1916 — состоял помощником по оперативной части русского представителя при румынской Главной квартире.
- С 19 октября 1916 — в распоряжении начальника Генерального штаба.
- С 31 декабря 1916 — помощник флаг-капитана по сухопутной части штаба начальника высадки Чёрного моря (группы войск, организованной для овладения Трапезундом с моря),
- С 16 февраля 1917 — и.д. начальника штаба отдельной Черноморской морской дивизии (г. Севастополь), которая находилась в стадии формирования и должна была принять участие в морской десантной операции по овладению Босфором.

#### Революция
Активно поддержал Февральскую революцию, в марте 1917 был избран членом и товарищем председателя Севастопольского совета рабочих депутатов. Разработал Положение о местных солдатских комитетах, принятое 30 марта. Поддерживал усилия командующего Черноморским флотом адмирала А. В. Колчака по поддержанию порядка в армии и на флоте. Считал, что 
сейчас уже стало ясно: масса поняла революцию как освобождение от труда, от исполнения долга, как немедленное прекращение войны. Нужно делать что-нибудь, чтобы остановить это движение, взять его в руки, сохранить хоть то, что можно, от армии. Мы должны дотянуть с этой армией до мира. Нужно нам, офицерам, заключить союз с лучшей частью солдатской массы и направить движение так, чтобы победить нарастающее анархическое начало и сохранить силу наших войск и кораблей.
В конце марта 1917 был направлен в Петроград для работы в комиссии по пересмотру законоположений и уставов в соответствии с новыми правовыми нормами. Затем вернулся в Севастополь, где активно участвовал в работе комитетов. Вступил в Партию социалистов-революционеров (эсеров). Возглавил демонстрацию частей севастопольского гарнизона 1 мая 1917 года, шествуя впереди процессии верхом на лошади с красной лентой через плечо.
2 апреля 1917 года был произведен в Генерального штаба полковники.

С 31 мая (12 июня) 1917 года — командующий войсками Московского военного округа. В июле 1917 находившиеся под его командованием войска подавили солдатские выступления в Нижнем Новгороде, Твери, Владимире, Липецке, Ельце и др. При этом эти действия Верховского получили поддержку со стороны Совета рабочих и солдатских депутатов, большинство в котором составляли эсеры и социал-демократы (меньшевики). Писал в своём дневнике: 
Потеря веры в командный состав стала общим явлением и выливается иногда в уродливые формы: так, корпуса и дивизии по сигналу атаки не выходят из окопов и отказываются атаковать. Это явление уже прямо угрожающее.
В августе 1917 года пытался убедить генерала Корнилова отказаться от его выступления. Когда же это выступление всё же состоялось, стал его противником, объявил Московский военный округ на военном положении, выделил пять полков для нанесения удара по Могилёву, где находилась Ставка верховного главнокомандующего (впрочем, эти действия оказались излишними). По его приказу были арестованы или смещены со своих должностей сторонники Корнилова в Москве, проведены обыски в Московском отделе Союза офицеров армии и флота.

### Военный министр
С 30 августа (12 сентября) 1917 — военный министр Временного правительства, 1 сентября (14 сентября) 1917 произведен в Генерального штаба генерал-майоры. В сентябре 1917 входил в состав Директории, в состав которой вошли пять министров во главе с А. Ф. Керенским. Был сторонником решительных социальных реформ либо создания «однородного социалистического правительства» посредством компромисса с умеренными большевиками. Провёл частичную демобилизацию, старался повысить боеспособность разваливавшейся армии.
Пытался обновить высший командный состав, инициировал назначение на ключевые посты молодых офицеров (командующего Петроградским военным округом полковника Полковникова, командующего Московским военным округом полковника Рябцева), которые впоследствии проявили нерешительность в борьбе с большевистской революцией. По мнению А. Ф. Керенского, «был не только не способен овладеть положением, но даже понять его» и быстро поплыл «без руля и без ветрил» прямо навстречу катастрофе. Деятельность Верховского на посту министра вызвала резкую критику со стороны представителей генералитета, в том числе А. И. Деникина.

18 октября (31 октября) 1917 на заседании Временного правительства выступил за заключение мира с Германией, но не получил поддержки остальных членов правительства. На следующий день подал рапорт об отставке. 20 октября (2 ноября) изложил свою позицию в ходе совместного заседания комиссий по обороне и иностранным делам Временного совета Российской республики (Предпарламента), заявив, что 
весть о скором мире не замедлит внести в армию оздоровляющие начала, что даст возможность, опираясь на наиболее целые части, силой подавить анархию на фронте и в тылу. А так как самое заключение мира потребует значительного времени… можно рассчитывать на воссоздание боевой мощи армии, что в свою очередь благоприятно отразится на самих условиях мира.
Однако не был поддержан и в Предпарламенте. 21 октября (3 ноября) был уволен в двухнедельный отпуск и на следующий день выехал на Валаам, где находился во время прихода к власти большевиков.
В эти же дни последовало обращение Ленина к членам ЦК.
Буржуазный натиск корниловцев, удаление Верховского показывает, что ждать нельзя. Надо, во что бы то ни стало, сегодня вечером, сегодня ночью арестовать правительство, обезоружив (победив, если будут сопротивляться) юнкеров и т. д. Цена взятия власти тотчас: защита народа (не съезда, а народа, армии и крестьян в первую голову) от корниловского правительства, которое прогнало Верховского и составило второй корниловский заговор.

### Антибольшевистская деятельность
3 ноября (16 ноября) 1917 вернулся в Петроград, затем направился в Ставку в Могилёв, где вместе с членами Центрального комитета партии эсеров участвовал в попытке организации «однородного социалистического правительства». В декабре 1917 по поручению руководства партии эсеров прибыл в Киев для организации совместно с украинской Центральной Радой борьбы против советской власти путём создания «армии Учредительного собрания».
Затем вернулся в Петроград, где вскоре был арестован и провёл в заключении два месяца. После освобождения являлся одним из руководителей петроградской военной организации левоцентристского Союза возрождения России. Опубликовал свои дневники военного времени под названием «Россия на Голгофе». В мае 1918 года арестован вторично, с июня 1918 года находился в заключении в петроградской тюрьме «Кресты».

### Служба в Красной армии
В ноябре или в декабре 1918 года был освобождён и вступил в Красную армию, недолго служил начальником оперативного отдела штаба Петроградского военного округа. Обратился с просьбой отправить его на фронт, однако большевики, не доверявшие Верховскому, направили его в тыловое ополчение. В мае — октябре 1919 года вновь находился в заключении. С октября 1919 — инспектор военно-учебных заведений Запасной армии, читал курс тактики на Казанских инженерных курсах. Со 2 мая 1920 — член Особого совещания при Главнокомандующем (вместе с другими генералами русской армии). Со 2 июня 1920 года состоял в распоряжении Главного управления военно-учебных заведений. С 12 августа 1920 — главный инспектор военно-учебных заведений республики. Начальник штаба Северо-Кавказского военного округа. В 1922 был военным экспертом советской делегации на Генуэзской международной конференции.
В 1922 году был привлечён в качестве свидетеля на следствии по делу правых эсеров. В этот период официально отказался от политической деятельности. Дал показания следователю Я. Агранову, который заявил Верховскому от имени коллегии ГПУ и ЦК ВКП(б), что эти показания необходимы для исторического выяснения роли партии эсеров, а не для привлечения её членов к ответственности. Когда его показания были использованы на суде, выступил с протестом, после которого Верховный трибунал вынес частные определения в адрес как Агранова (за «явную неправильность в деле допроса свидетеля»), так и Верховского, который «является активным и ответственным работником Красной Армии и, следовательно, Трудовая Республика вправе требовать от него наивысшего проявления бдительности и непримиримости по отношению ко всем врагам Рабоче-Крестьянской России».

### Военный теоретик
С 1921 — преподаватель, с июня 1922 — главный руководитель Военной академии РККА. Руководитель Военно-академических курсов высшего комсостава РККА, старший преподаватель Военной академии РККА, с 1927 — профессор. Автор ряда работ по военной теории и истории, публиковался в журнале «Военное знание».
Пришёл к выводу, что массовые армии, подобные тем, что участвовали в Первой мировой войне, рано или поздно отойдут в прошлое. Будущее видел за небольшими, но прекрасно оснащёнными элитными вооруженными силами — сравнивал их со средневековыми рыцарскими армиями. Отстаивал идею превосходства небольшой, но профессиональной армии над большей по размерам, но хуже обученной и при этом укомплектованной на основе всеобщей воинской обязанности. Такая позиция Верховского вызвала резкую критику со стороны большинства советских военных теоретиков, бывших сторонниками массовых армий.

### Арест и тюремное заключение
С 23 декабря 1929 — начальник штаба Северо-Кавказского военного округа. Арестован 2 февраля 1931 по делу «Весна» (по которому проходили «военспецы» — бывшие офицеры русской армии), находился в Воронежском следственном изоляторе, затем был переведён в Москву в Лефортово. Отказался подписать устраивавшие следствие показания.

18 июля 1931 был приговорён коллегией ОГПУ к расстрелу, 2 декабря 1931 приговор был заменён десятью годами заключения. Находился в Ярославском политизоляторе, где продолжал заниматься исследовательской деятельностью (в частности, написал труды «О военно-научной работе», «О глубокой тактике»). Дважды объявлял голодовку, требуя пересмотра дела. Позднее так описывал условия содержания в тюрьме: 
Я был посажен в одиночку, лишен всякого общения с семьёй и даже с другими заключёнными. Тюремный режим был нарочно продуман так, чтобы обратить его в моральную пытку. Запрещалось все, вплоть до возможности подойти к окну, кормить птиц и даже петь хотя бы вполголоса. В тюрьме были случаи сумасшествия, повешения и т. п.

Его статью «Выводы на опыте русско-японской войны 1904—1905 годов с точки зрения нашей борьбы против японского империализма в 1934 году» нарком обороны К. Е. Ворошилов направил И. В. Сталину с предложением освободить автора из тюрьмы. Был досрочно освобождён 17 сентября 1934. После выхода из тюрьмы направил наркому обороны заявление, в котором описал незаконные методы следствия и тяжёлые условия пребывания в тюрьме. Кроме того, пытаясь заступиться за других заключённых, писал: 
 судебная ошибка как результат такого метода следствия не является единичной. В Ярославском политическом изоляторе есть ряд лиц, стоящих на точке зрения, близкой к партии, которые могли бы быть своей энергией и знаниями полезными в деле строительства социализма. Они виноваты лишь в том, как я могу судить, что у них не хватило твёрдости и они опозорили себя и других. То, что лица подобной категории без вины сидят в тюрьме, приносит вред советской власти.

### Возобновление педагогической деятельности
Был направлен в распоряжение Разведывательного управления РККА, занимался подготовкой статей для информационного сборника Разведупра. С 1935 преподавал на курсах «Выстрел», в Военной академии имени Фрунзе. С 1936 — старший руководитель кафедры тактики высших соединений Военной академии Генерального штаба.

### Новый арест и гибель
11 марта 1938 года был вновь арестован. Обвинён в активной вредительской деятельности, участии в антисоветском военном заговоре, подготовке террористических актов против руководителей партии и правительства. Одним из «доказательств» его причастности к подготовке террористических актов послужил найденный у Верховского при обыске наградной пистолет, полученный им в 1916 году за отличия в боях с немцами.
19 августа 1938 года приговорён к расстрелу Военной коллегией Верховного суда. В тот же день расстрелян и похоронен на спецобъекте «Коммунарка» (Московская область).
Реабилитирован 28 ноября 1956, но факт расстрела продолжал замалчиваться и после: в предисловии к изданной в 1959 году книге Верховского «На трудном перевале» указывалось, что он скончался в 1941 г.
Жена — Наталья Сергеевна (1887 г.р.) в сентябре 1938 года была осуждена как член семьи изменника Родины к восьми годам лагерей.

## Сочинения
- Как должна быть устроена армия. Буревестник. — М., 1917.
- Россия на Голгофе : (Из походного дневника 1914—1918 г.) — Петроград, 1918. — 141 с[10].
- Общая тактика. — Высший военный редакционный совет. 1922.
- Очерк по истории военного искусства в России XVIII и XIX вв. — М., 1921, М., 1922. — 265 с.
- Исторические примеры к курсу общей тактики. — М., 1924.
- Основы подготовки командиров. — М., 1926.
- Методика практических занятий на карте. — М., 1926.
- Огонь, манёвр и маскировка. — М., 1928.
- Характер будущей войны и задачи Осоавиахима. — Л., 1928.
- Общая тактика. — М., 1927; М., 1930.
- На трудном перевале. — М., 1959. [militera.lib.ru/memo/russian/verhovsky_ai/index.html]
- Манёвр и его формы // Вопросы стратегии и оперативного искусства в советских военных трудах (1917—1940 гг.). — М., 1965.
- Виды и способы ведения боя // Вопросы тактики в советских военных трудах (1917—1940 гг.). — М., 1970.

## Награды
- Знак отличия Военного ордена 4 степени № 116795 (22.07.1905)
- Чин подпоручика (с 01.08.1905; утв. ВП от 29.10.1905, — «…за отличия в делах против японцев»)[11]
- Орден Святого Станислава 3-й степени (18.12.1905; утв. ВП от 25.05.1909)
- Медаль «В память русско-японской войны» (1907?)
- Медаль «В память 100-летия Отечественной войны 1812» (31.12.1912)
- Медаль «В память 300-летия царствования дома Романовых» (19.09.1913)
- Георгиевское оружие (ВП от 21.03.1915), — …за то, что в лесном бою под Августовым, 19 сентября 1914 года, исправляя обязанности начальника штаба бригады, успешно провел через лесные пространства в тыл и в обход противника, находящегося северо-западнее д. Плоцично, части бригады, атаками коих противник был оттеснён; при этом был ранен.
- Орден Святого Георгия 4-й степени (ВП от 26.04.1915), — …за то, что в бою 25 августа 1914 года, под Бялой, исполняя обязанности начальника штаба, в критическую минуту боя, подвергая свою жизнь явной опасности, по собственному почину принял меры, которыми выручил отряд от грозившей ему опасности быть окруженным.
- Орден Святого Станислава 2-й степени (ВП от 18.10.1915)

## Комментарии
1. ↑  И. П. Верховский родился 26 февраля 1850 года в сельце Косове Юхновского уезда Смоленской губернии; 15 ноября 1860 года был зачислен в Морской корпус. С 1868 года воспитывался в 1-м Павловском военном училище; портупей-юнкер с 1870 года. В 1870 году был переведён в старший класс Михайловского артиллерийского училища; в 1871 году подпоручиком прикомандирован к Лейб-гвардии 1-й артиллерийской бригаде; с 1872 года — во 2-й батарее, поручик с 1875 года, бригадный казначей (с переводом в бригадное управление) в 1875—1878 годах, штабс-капитан с 1878 года, старший офицер батареи с 1882 года, капитан с 1886 года, полковник и командир 4-й батареи с 1893 года, командир 2-го дивизиона 36-й артиллерийской бригады с 1897 года.
Участвовал в русско-турецкой войне 1877—1878 гг.: осенью 1877 года в переходе через границу и вступлении в Румынию, переправе через Дунай у Зимницы, в блокаде города Плевны в составе отряда князя Карла Румынского, в запасном отряде генерал-адъютанта Гурко… Был награждён орденами: Св. Владимира 4-й ст., Св. Анны 2-й и 3-й ст. с мечами и бантом, Св. Станислава 2-й и 3-й ст. Выйдя в отставку уехал в Вязьму, где имел недвижимое имение. В 1892 году жил в Санкт-Петербурге: Выборгская сторона, Симбирская улица, дом Артиллерии № 20, кв. № 11.